# Zaberner Steige
Als Zaberner Steige (französisch Col de Saverne) wird der Straßenübergang zwischen Saverne (Zabern) und Phalsbourg (Pfalzburg) über die Vogesen bezeichnet. Hier befindet sich die mit nur vier Kilometern Breite schmalste Stelle der Vogesen, an der das Gebirge schon seit dem Altertum überquert wurde. Der Vogesenübergang am höchsten Punkt der Steige liegt auf 413 m Höhe.

## Geschichte

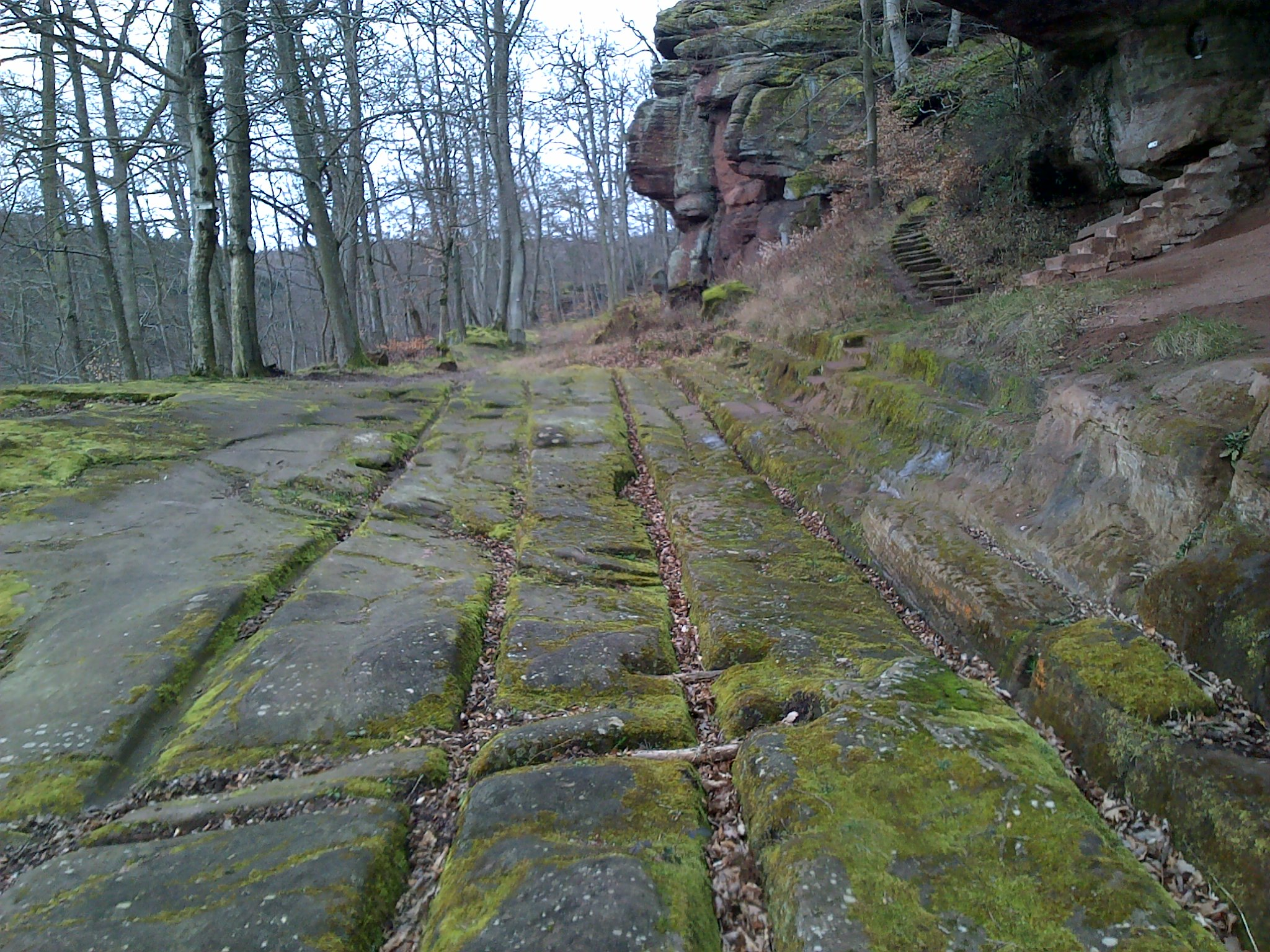
Spurrinnen der historischen Wegführung

Ausgebaut wurde die Zaberner Steige zwischen 1728 und 1737 durch den Ingenieur Antoine de Regemorte auf Anregung von Kardinal Rohan. Sie galt als technisches Meisterwerk ihrer Zeit. Goethe notierte 1770 in seinem Tagebuch (Dichtung und Wahrheit, 10. Buch):

„Von der aufgehenden Sonne beschienen, erhob sich vor uns die berühmte Zaberner Steige, ein Werk von unüberdenklicher Arbeit. Schlangenweise, über die fürchterlichsten Felsen aufgemauert, führt eine Chaussee, für drei Wagen nebeneinander breit genug, so leise bergauf, dass man es kaum empfindet. Die Härte und Glätte des Wegs, die geplatteten Erhöhungen an beiden Seiten für die Fußgänger, die steinernen Rinnen zum Ableiten der Bergwasser, alles ist so reinlich als künstlich und dauerhaft hergerichtet, dass es einen genügenden Anblick gewährt.“

## Verkehr
Wegen der besonderen Verkehrsgunst queren heute zahlreiche Verkehrswege die Vogesen in der unmittelbaren Umgebung der Zaberner Steige, unter ihnen
- die LGV Est (Teil der Magistrale für Europa)
- die Autobahn A 4 (Autoroute de l'Est)
- die ehemalige Nationalstraße N 4
- der Canal de la Marne au Rhin
- die Bahnstrecke Straßburg – Zabern – Saarburg

## Natur
Für die Wildwanderung in der Region und durch ganz Europa stellt die Zaberner Steige als Folge der großen Verkehrsdichte inzwischen ein nahezu unüberwindliches Hindernis dar. Zwar wurde schon vor mehreren Jahrzehnten eine schmale Grünbrücke über die A 4 gebaut, allerdings ist diese Brücke fast ebenso lang gesperrt, um die Ausbreitung der Schweinepest zu verhindern. Trotz dieser Tierseuchengefahr waren Mitte 2006 mehrere Grünbrücken im Bau.

## Geographie
Naturräumlich und orographisch bildet die Zaberner Steige die Grenze zwischen den Vogesen im Süden und dem Wasgau im Norden, dessen französischer Teil auch Nordvogesen genannt wird.
|  |  |